# Kırkdeğirmen, Erciş
Kırkdeğirmen là một xã thuộc thành phố Erciş, tỉnh Van, Thổ Nhĩ Kỳ. Dân số thời điểm năm 2011 là 1.084 người.